# Burg Poplow
Die Burg Poplow ist eine ehemalige mittelalterliche Burganlage bei  Popielewo (Poplow) innerhalb des Powiat Świdwiński der polnischen Woiwodschaft Westpommern.

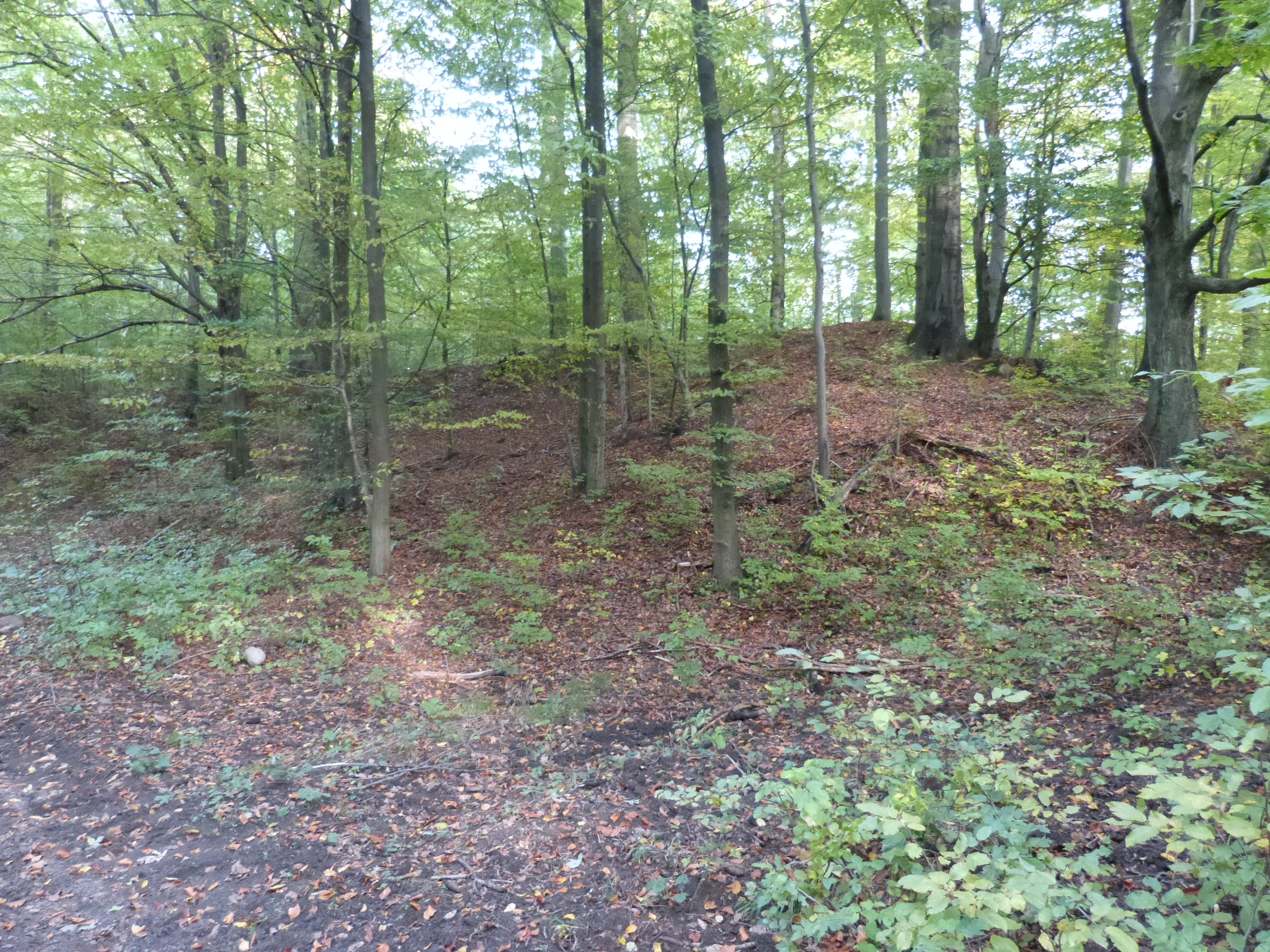
Gesamtansicht des Hügels (Süden)

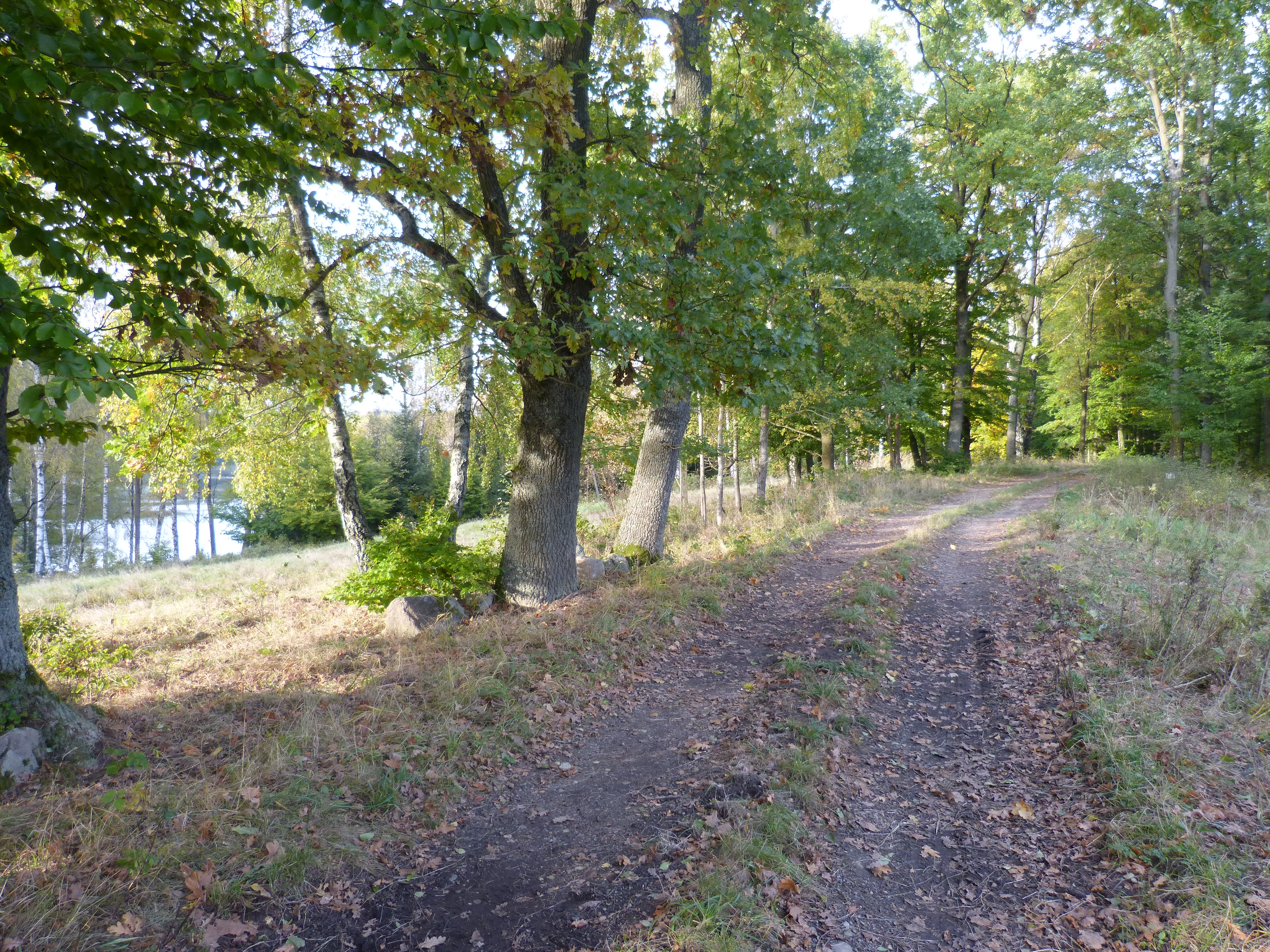
Waldweg zur Burg aus südlicher Richtung (links im Talː See bei Brzękowice, województwo zachodniopomorskie – deutsch: Eichbringe)

## Lage
Die ehemalige Höhenburg lag in einem Waldgebiet auf dem ehemaligen Räubersberg, etwa 3,7 km südlich von Popielewo und 11 km südwestlich von Połczyn-Zdrój, in direkter Nachbarschaft eines Sees. Errichtet wurde sie als Hangburg auf heutigem Gebiet der Gemeinde Połczyn-Zdrój (deutsch Bad Polzin), in der sogenannten Pommerschen Schweiz, an der Grenze zum späteren Landkreis Neustettin.

## Geschichte
Als Erbauer der Burg kann die Familie Manteuffel angenommen werden, die bereits im Spätmittelalter als Besitzer von Polpow erwähnt wurde (1430; Erich von Manteuffel, Ritter auf Poplow, Kollatz, Buslar und Quisbernow). Überlieferungen führen die Ritter von Queeren als Besitzer von Poplow an, dabei handelt es sich gleichsam um die Familie Manteuffel (auch Mandeuffel, Mandu/ü|v/f/w|el, Mandiv/w/el, Manduuel), die sich Quellen zur Folge ebenfalls auch von Queren bzw. Querne Anmerkung 1 nannte.
Der Erbauungszeitpunkt ist unbekannt, jedoch wird der Bau als mittelalterliche Burg tituliert. 1449 erhielten die Manteuffel in der Anwesenheit des Nicolaus von Manteuffel, Bürgermeister von Schlawe, einen Brief der Herzogin Maria von Stolp, in dem ihnen die Burg in Popielewo als Lehen zugesprochen wurde. Überliefert ist, dass die Burganlage im Jahre 1530 bzw. 1531 (nach anderen Quellen 1532) vom Pommernherzog Barnim IX. eingenommen und in Brand gesteckt wurde, weil ihre Bewohner Raubritter waren, und ihr Gewerbe zu arg getrieben und ihre Raubzüge sogar bis nach Prenzlau in der Uckermark ausgedehnt hatten. Jahre zuvor haben Familienangehörige bereits im Schloss Deutsch Krone gewütet: Im Jahre 1527 werden Hans Zarte, Fritz und Joachim von Manteuffel-Popielewski des Raubes bezichtigt, im Spätherbst 1531 wurde die Burg zerstört und niedergebrannt. Am 3. Juni 1532 verstarben David Manteuffel und sein Onkel Joachim durch die Hände des Henkers in Deutsch Krone. Gerd von Manteuffel, der zusammen mit Bogislaw X., Vater des Barnim, noch 1496 über Venedig und Padua nach Jerusalem zog, war zu der Zeit wegen Wegelagerei gefürchtet. Dieser Konflikt führte dazu, dass sämtliche Güter der Familienzweiges vom Pommernherzog zeitweise eingezogen wurden; 1549 werden erneut Familienangehörige als Besitzer von Poplow angeführt (Heinrich von Manteuffel, Oberhofmarschall und kurpfälzischer Rat).
Volkssagen berichten von der Einnahme:

„Besonders räuberisch und furchtbar waren die Manteuffel auf Poppelow im Jahre 1531, unter der Regierung des Herzogs Barnim IX. Sie hatten große Hunde abgerichtet, welche jedem näher kommenden Fremden schon von ferne ankündigten, damit ja keiner ihren Straßenräubereien entgehen könne, und kein Mensch und keine Straße war vor ihren Überfällen und Plünderungen sicher. Herzog Barnim berathschlagte daher, nachdem er die Regierung eine Zeit lang angetreten hatte, mit dem Bischofe von Cammin und dem Grafen von Eberstein, wie er sie vertilgen möge, und man kam überein, sie auf einen bestimmten Tag von allen Seiten anzugreifen, und damit sie nicht entkommen möchten, wurde der Tag den benachbarten Fürsten in Brandenburg, Mecklenburg und Polen bekannt gemacht, und diese wurden gebeten, ihre Grenzen zu bewachen, und die fliehenden Räuber zu ergreifen. 
Auf den festgesetzten Tag nun zog der Herzog mit den Seinigen vor Popplow, um die Räuber zu fangen. Allein die Manteuffel verließen sich nicht allein auf die Wachsamkeit ihrer Hunde, sondern Sie hatten auch eine Schwester, welche ihre Brüder sehr liebte, und welche daher den ganzen Tag auf dem hohen Thurm der Burg zu sitzen pflegte, um Feinde zu erspähen, und die Brüder vor Ueberfall zu warnen. Diese sah auch bei Zeiten den herannahenden Herzog, und warnte ihre Brüder, also daß sie über einen See in ein Bruch entflohen, und glücklich entkamen (Anmerkung: zu den Vettern in Polen). Die Burg Poppelow wurde darauf genommen und von Grund aus verbrannt und zerstört. Der Herzog ergriff selbst einen Küchenbrand und zündete das Haus an mit allen Raubgütern darin. Da jammerte die Schwester und die alte Mutter der Manteuffel, die nicht mit ihren Söhnen hatte entfliehen können, und die Letztere sprach, als wenn Sie große Recht gehabt hätte: Gott sei es geklagt, man gönnt meinen Kindern nicht ihr Hab‘ und Gut, woran Sie so oft ihr Leib und Leben gewagt haben.“

Andere Quellen berichten:

„[...] Über die näheren Umstände dieser Begebenheit und das fernere Schicksal der Ritter v. Queeren existiert im Munde des Volkes folgende Nachricht: Als der Erich (?) auf die Burg, deren Ruinen nebst einem dabei gelegenen Gutsvorwerke noch heute den Namen Räuberberg führt, mit seinem Heere anrückte, entflohen noch zeitig, durch die auf dem Wartthurme lugende Schwester von der Gefahr benachrichtigt, die damals gerade anwesenden sieben Brüder v. Queeren nebst ihrem alten gebrechlichen Vater, mit Zurücklassung der Mutter und der Schwester auf einem Boote über den, am Fuße der Burg befindlichen tief und romantisch gelegenen See [...], wobei jedoch der Vater ertrank, und gelangten durch des Waldes Dickicht unbemerkt nach Kölpin bei Greifenberg, wo sie eine zweite Burg besaßen.“

„[...] So fing Herzog Barnim nur einen Manteuffel und einen Wodtke und mehrere Bauern, tätige Raubgehilfen ihrer Grundherren. Er brach beide Poplow, auch das auf polnischen Boden, in den Grund, zog die Güter ein und führte sie zum Gericht nach Stettin, nur die Fräuleins ließ er ziehen. Die Hintersassen der v. Manteuffel, früher willenlose Bauern, waren so klug geworden ihre Herren „wegzuschlagen“, als sie sich wieder auf ihren Höfen einfanden.“

## Beschreibung der Anlage
Werner Reinhold beschreibt in seiner Chronik aus dem Jahre 1862 die Anlage als fünf Meilen südlich von Groß Poplow liegend, als eine hochgelegene stark befestigte Burg, davon die Wälle und Burghofsmauern mit drei Thoren deutlich zu sehen sind.
Die Anlage wurde vermutlich als sogenannte Turmhügelburg auf einer natürlichen Anhöhe errichtet. Seit der Zerstörung der Burg lagen die Reste über Jahrhunderte unberührt. Zu Beginn des 20. Jahrhunderts waren lediglich wenig Reste des massiven Fundaments erkennbar, darunter eine schmale, steile Steintreppe hinab zum See, eine eingebrochene Brunnenanlage sowie der Standort des ehemaligen Bergfrieds.
Bis in die heutige Zeit, weist der Hügel eindeutig künstliche Bearbeitungsspuren auf: so sind heute noch der ehemalige Zugang (mit Mauerresten aus Findlingen) sowie aufgeschüttete, teils mit Findlingen verstärkte Wälle erkennbar.

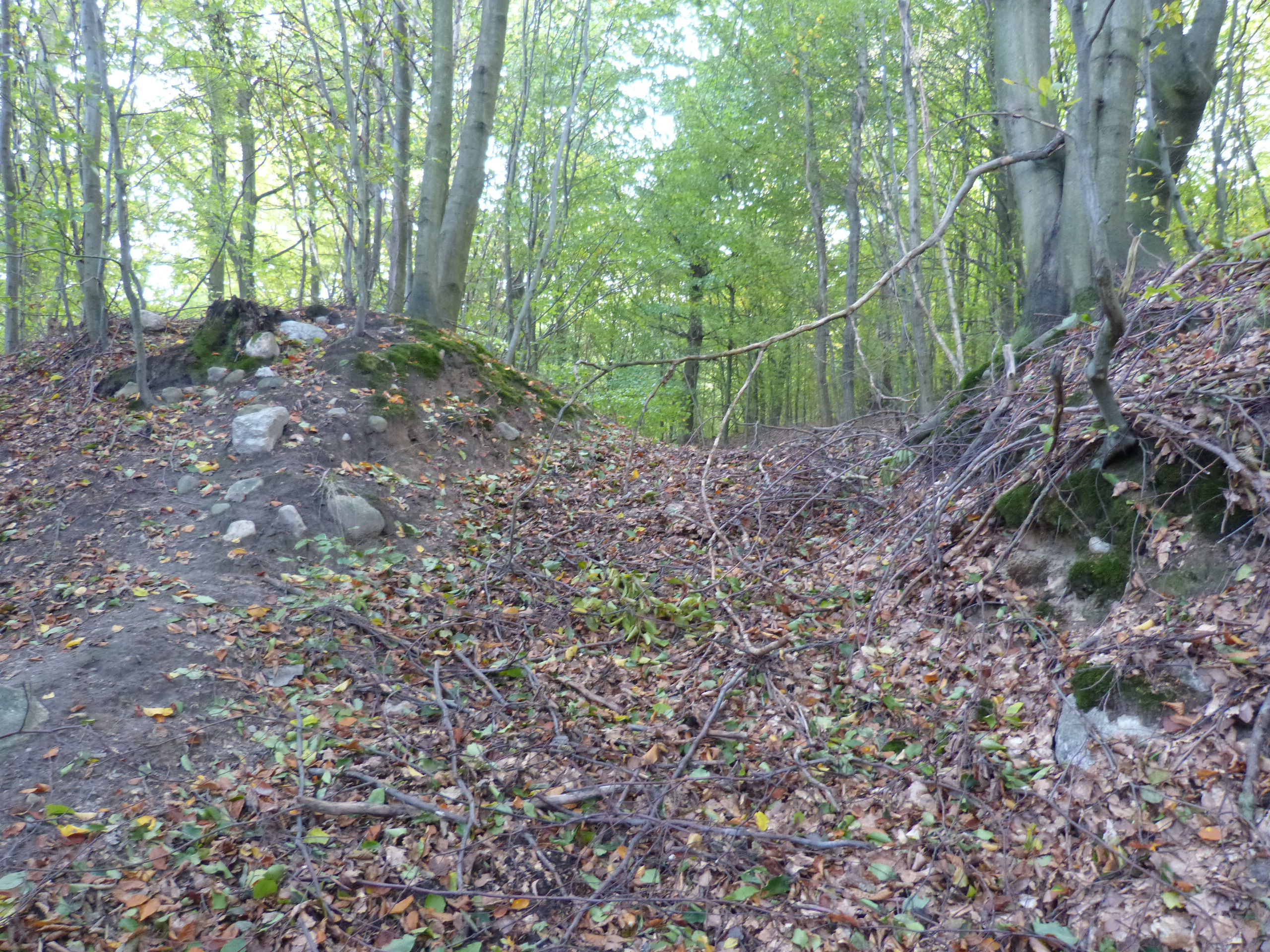
Burg Poplow, ehemaliger Zugang (Richtung See)
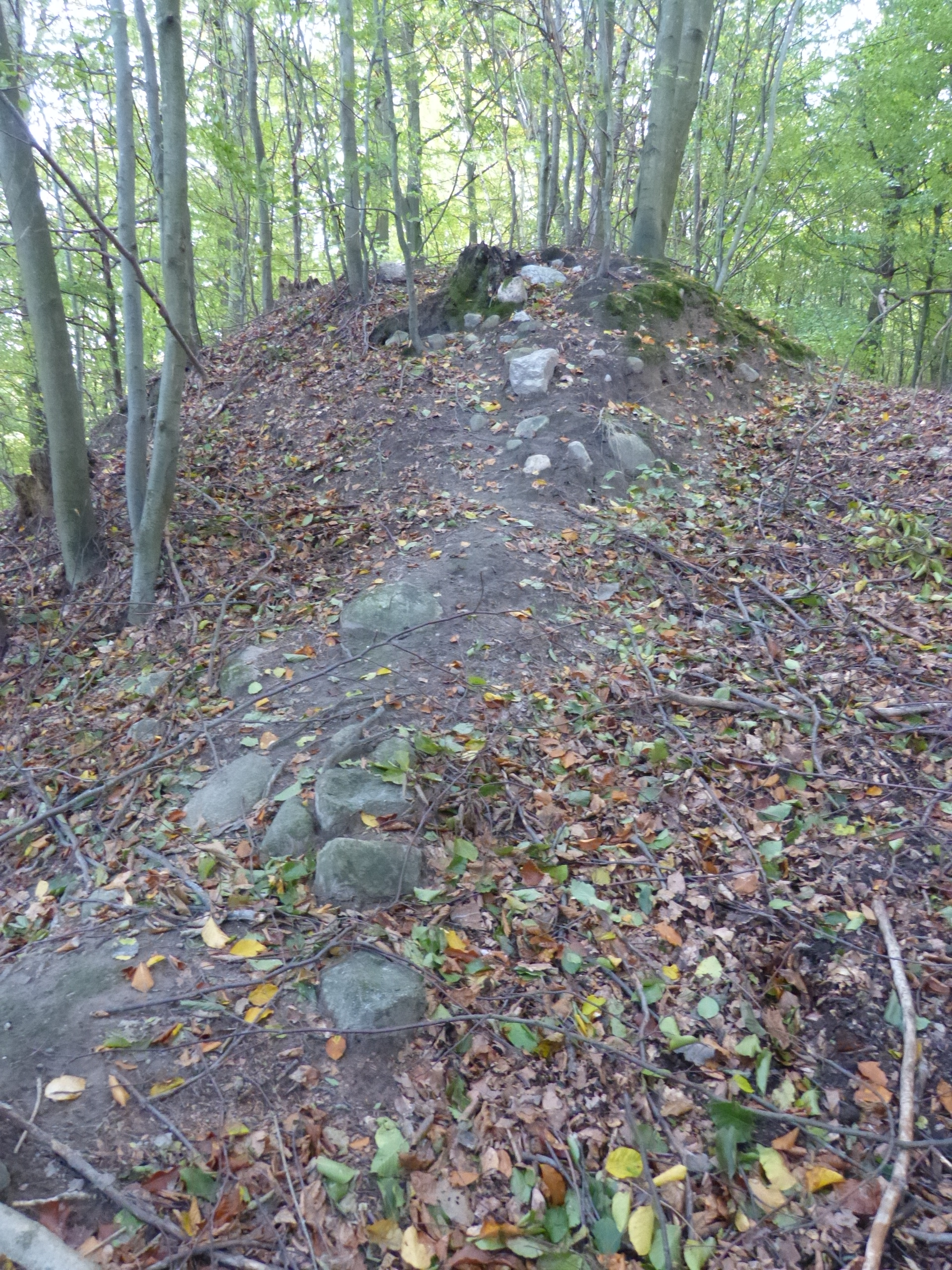
Ehemaliger Zugang mit Resten einer Mauer aus Findlingen
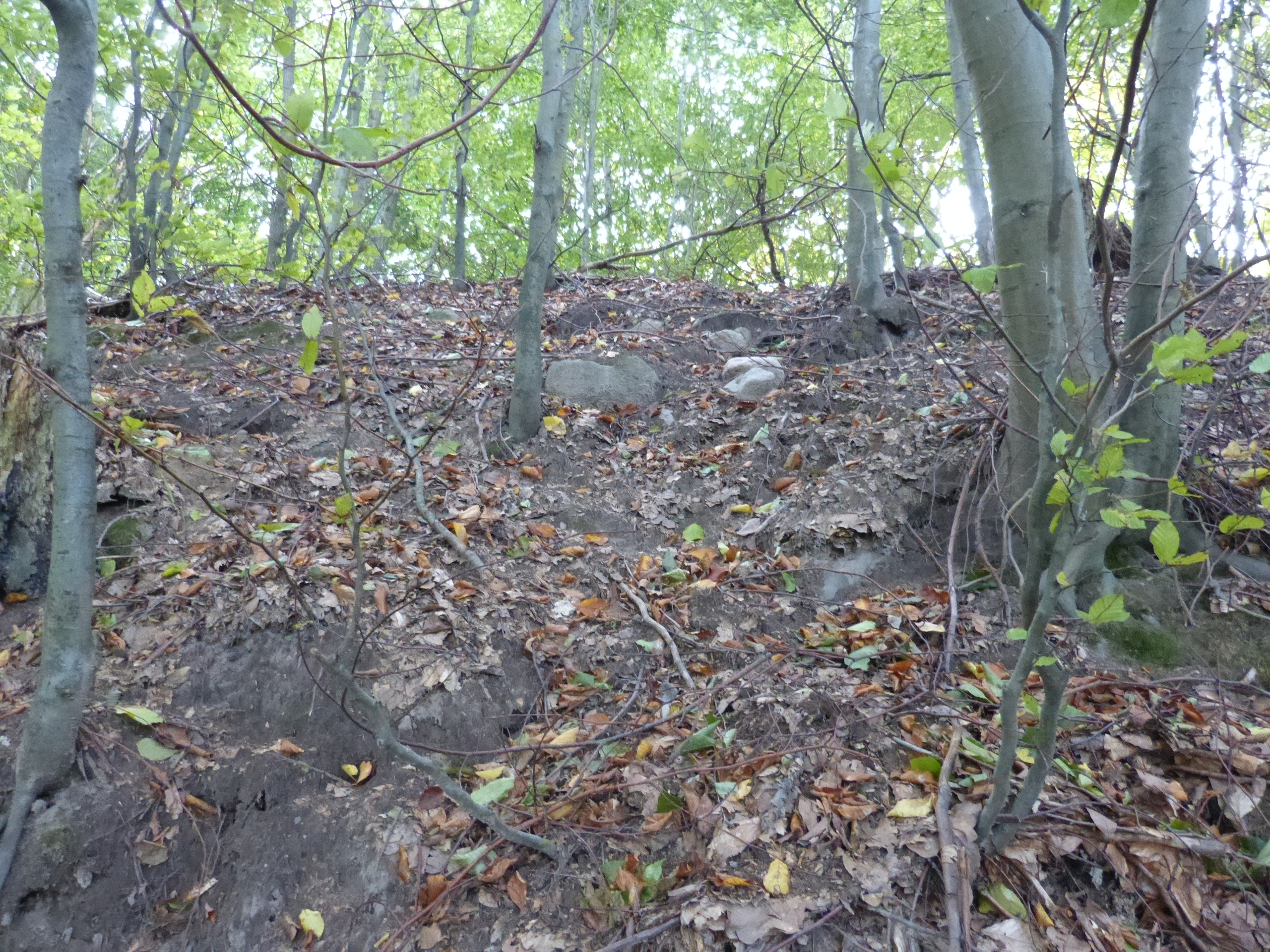
Außenansicht Wall, Verstärkung aus Findlingen
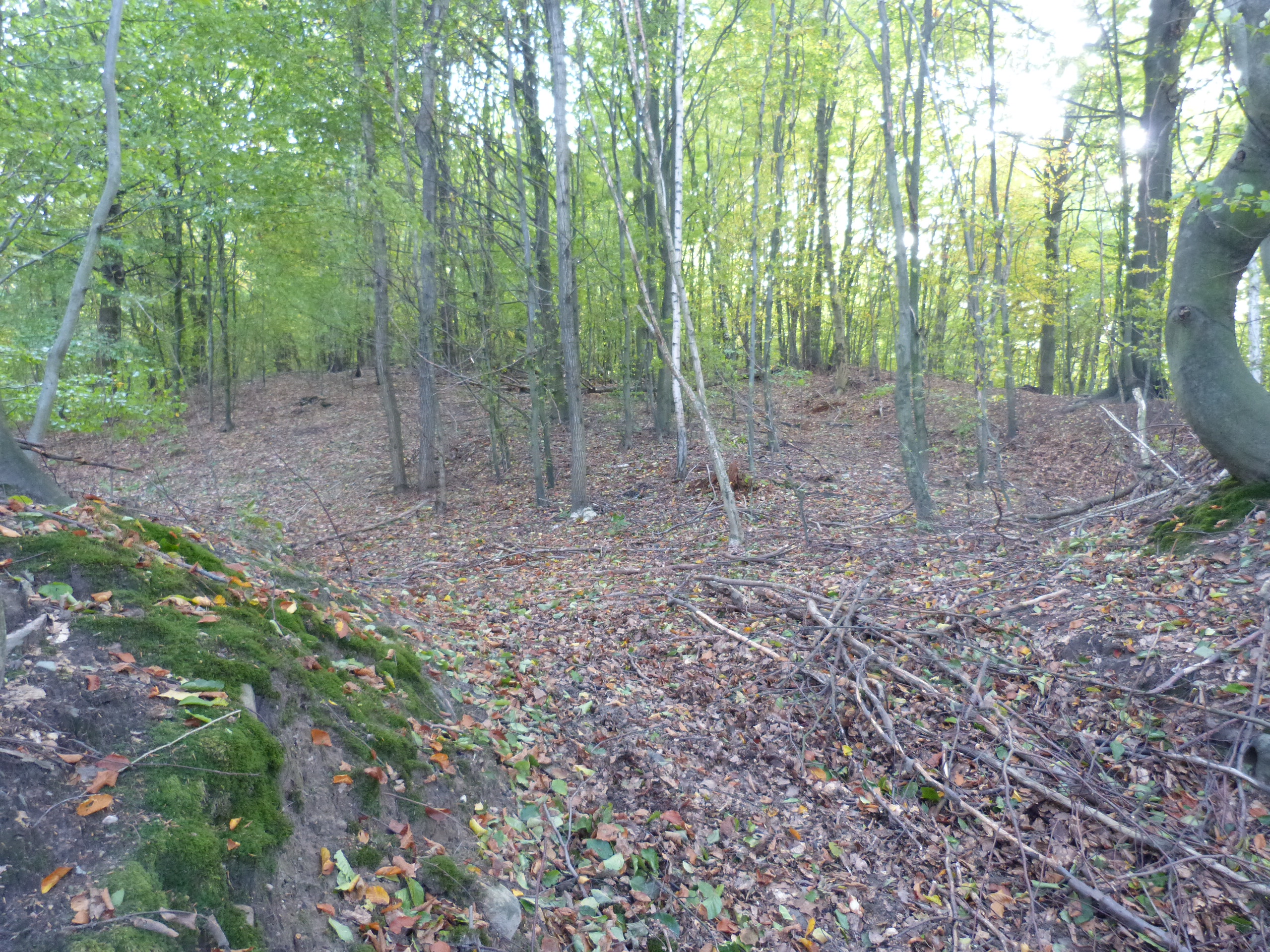
Übersicht innerer Wall (links ehemaliger Zugangsbereich, Nord), oben südlicher Teil des Walls
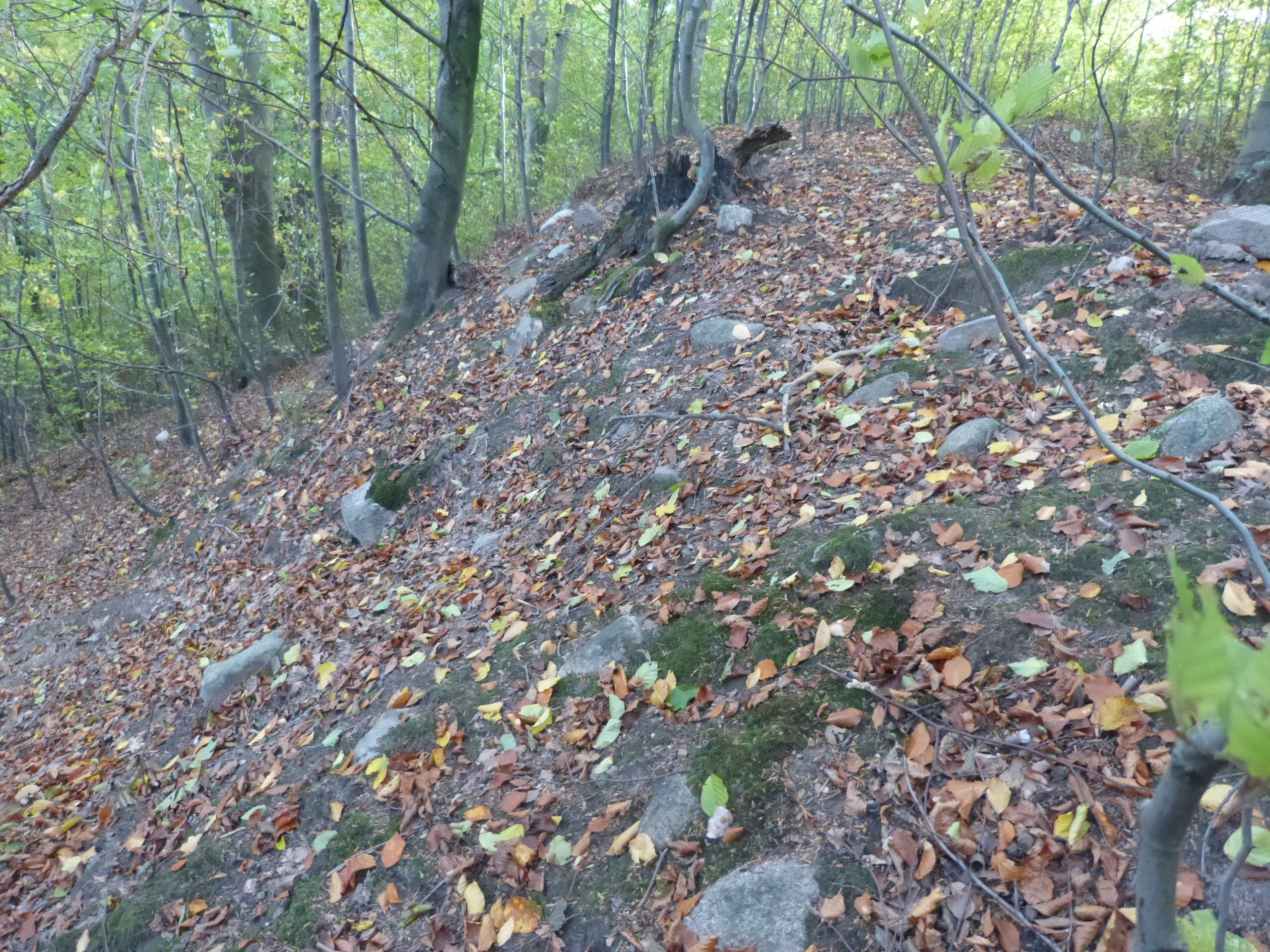
Befestigter Wall (Außenseite – links, Innenseite – rechts)
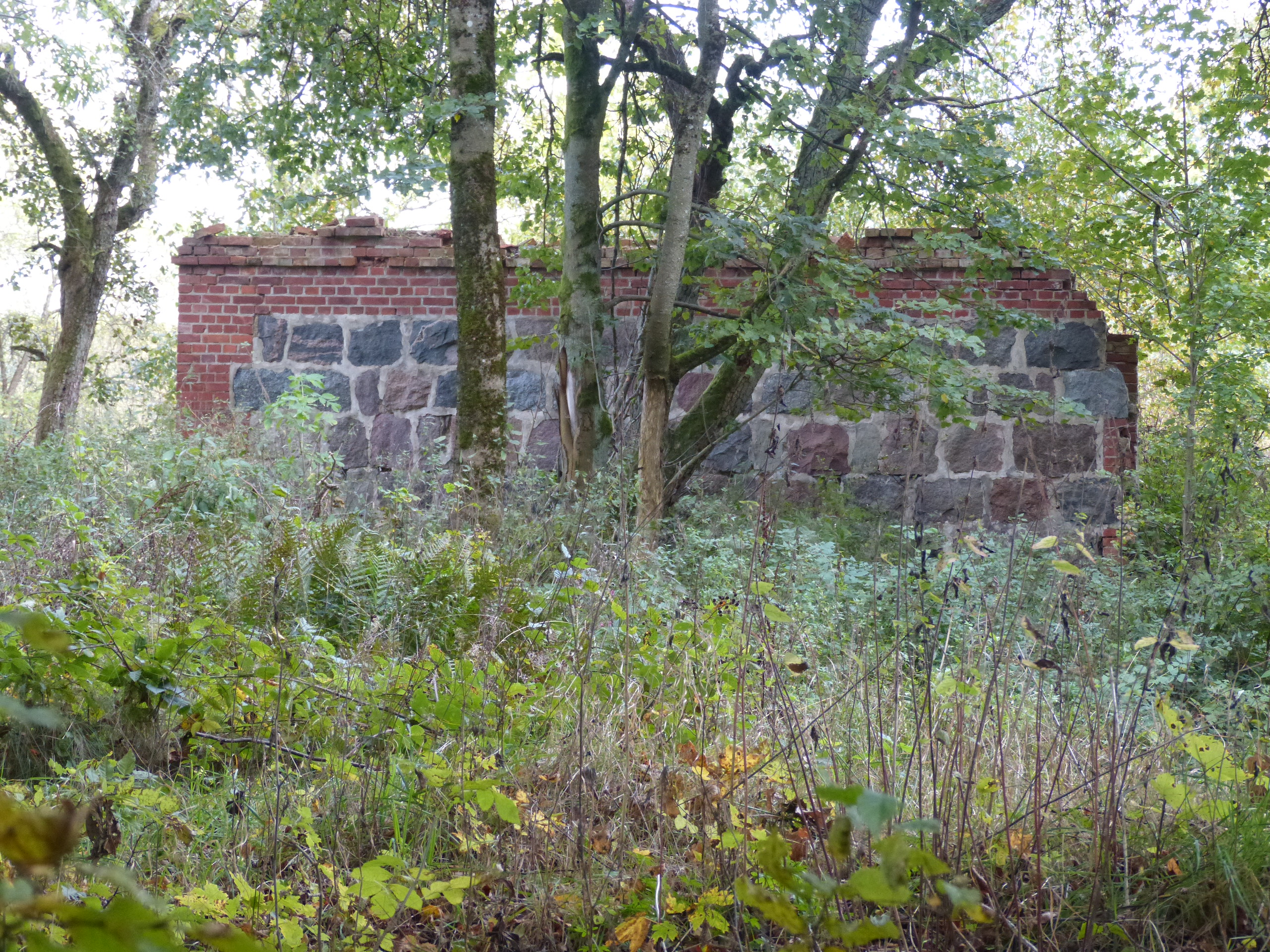
Einsiedlerhof nahe dem Burghügel (ca. 200 m entfernt), Reste eines Nebengebäudesː vermutlich abgetragenes Baumaterial der ehemaligen Burg
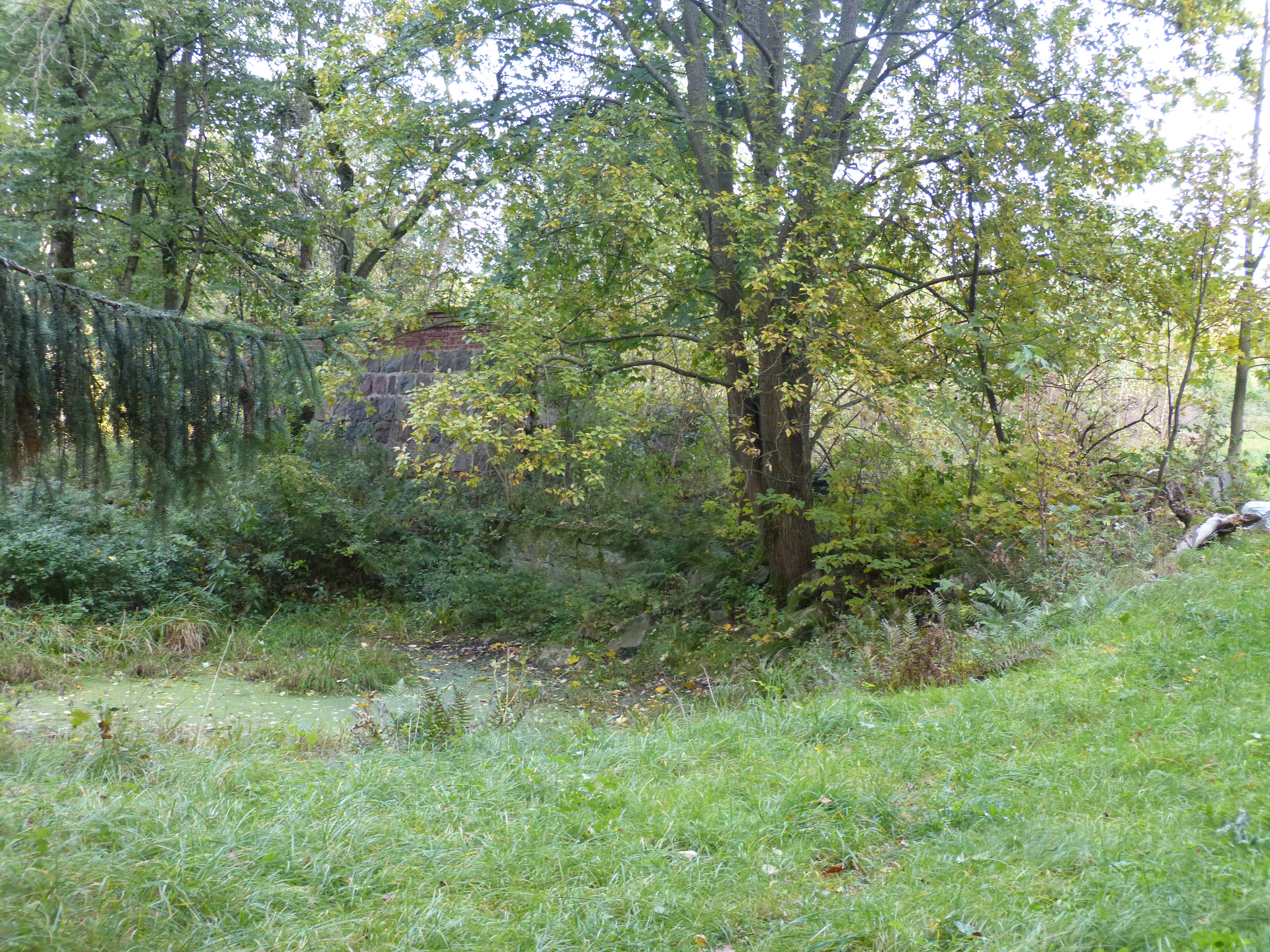
Reste des Nebengebäudes nahe dem Burghügelː vermutlich abgetragenes Baumaterial der ehemaligen Burg